# ラフト (ポストプロダクション)
株式会社ラフト（らふと、英文社名:RAFT Co.,Ltd.）は、テレビ番組、VP、CMなどの映像プロダクションである。

## 概要・沿革
2011年4月、当時クリエイティヴ・コア（旧社名:TDKコア）のビジュアルクリエーターであった薗部健が独立し発足した映像プロダクションである。

## 役員
- 代表取締役社長 - 薗部健
- 取締役副社長 - 岩瀬茂之
- 執行役員 - 渡邉篤（映像担当）、日吉寛（音響担当）

## 主な番組作品
※太字は、2011年9月時点で放映中または放映前の番組。
レギュラー番組
- 未来シアター（日本テレビ放送網　毎週金曜日23：30〜24：00）
- 有吉弘行のダレトク（関西テレビ　毎週火曜日23：00〜23：30）
- S☆1（TBS、2010年4月〜） - ビジュアルパーツのみ。
- ダウンタウンのガキの使いやあらへんで!!（日本テレビ、2010年4月〜） - MA担当のみ。
- 情報7days ニュースキャスター（TBS、2010年4月〜） - ビジュアルパーツのみ。
- いいものα（フジテレビ、2010年4月〜） - 編集・MA。
- DJモノフェスタ（ディノス、2010年4月〜） - 編集・MA。
- きがきくキッチン（BSフジ、2010年4月〜）
- キッチンが走る!（NHK総合テレビ・首都圏放送センター、2010年10月〜）
- ばら・す（フジテレビONE、2010年10月〜）
- ブランドストーリー〜悠久への誘い〜（BS日テレ、2010年10月〜）
- 解禁!(秘)ストーリー 〜知られざる真実〜（TBS、2010年10月〜2011年3月） - ビジュアルパーツのみ。
- Amazing Voice（NHK BSプレミアム、2011年1月〜）
- 大!天才てれびくん（NHK Eテレ、2011年4月〜） - ビジュアルパーツのみ。
- QUEEN'S PAD（日本BS放送、2011年4月〜）
- ゴレンタン〈レギュラー版〉（フジテレビ、2011年4月〜9月） - 編集・MA・ビジュアルパーツ。
- ハッピートラベラー（BS日テレ、2011年7月〜）
- ヨンパラ FUTUREゲームバトル（TBS、2011年10月〜） - 編集・MA。
- ニッポン!いじるZ（TBS、2011年10月〜） - MA担当のみ。
- パワー☆プリン（TBS、2011年10月〜） - MA担当のみ。

単発・特別番組
- クイズ$ミリオネア 清原が人生初のクイズで番長の目にも涙!?スペシャル（フジテレビ、2010年12月） - 編集・MA・ビジュアルパーツ。
- ゴレンタン〈パイロット版〉①（フジテレビ、2011年1月） - 編集・MA・ビジュアルパーツ。
- ゴレンタン〈パイロット版〉②（フジテレビ、2011年3月） - 編集・MA・ビジュアルパーツ。
- クイズ$ミリオネア 春のスペシャル（フジテレビ、2011年3月） - 編集・MA・ビジュアルパーツ。